# Scymnus abbreviatus
Scymnus abbreviatus är en skalbaggsart som beskrevs av Leconte 1852. Scymnus abbreviatus ingår i släktet Scymnus och familjen nyckelpigor. Inga underarter finns listade i Catalogue of Life.